# Englewood (Ohio)
Pour les articles homonymes, voir Englewood.
Englewood est une ville américaine située dans le comté de Montgomery, dans l'Ohio. Selon le recensement de 2010, sa population est de 13 465 habitants.